# Оукланд (Калифорния)
Оукланд (на английски: Oakland, в превод на български: „Дъбова земя“) е град и окръжен център на окръг Аламида, подрайон Източния залив, в Района на Сан Франциско, щата Калифорния, САЩ.

## Население
На преброяването през 2000 г. в Оукланд са живели 399 484 души, което прави града третият по население след Сан Хосе и Сан Франциско в Района на Залива.

## Икономика
Пристанище „Оукланд“ е първото главно пристанище на Тихоокеанското крайбрежие на САЩ и четвъртото по натовареност за контейнеровози в страната.

## Медии
В Оукланд излиза вестник Оукланд Трибюн, най-големият всекидневник в града.

## Музика
В Окланд е базирана пънк рок групата Green Day. Студиото им се намира извън града, а стените на самия град са покрити с графити под формата на новия им албум. Базирани в Окланд също са известната метъл група Machine Head и рок групата Persephone's Bees.

## Спорт
В НБА са представени от Голдън Стейт Уориърс, в Професионалната бейзболна лига от Оукланд Атлетикс, а в Националната лига по американски футбол от Оуклънд Рейдърс.

## Квартали
Кварталите в Оукланд се разделят в четири района: 1) Даунтаун и езерото Мерит, 2) Западен Оукланд, 3) Източен Оукланд и 4) Северен Оукланд и Монтклер.

### Даунтаун и езерото Мерит
- Адамс Пойнт
- Гранд Лейк
- Китайски квартал
- Площад „Джак Лондон“
- Сити Сентър
- Стария Оукланд
- Трестъл Глен

### Западен Оукланд
- Западен Оукланд
- езерото Шоуклейк

### Източен Оукланд
- Елмхърст
- Гленвю
- Грас Вали
- Максуел Парк
- Оукмор
- Редуд Хайтс
- Риджмонт
- Секуоя Хайтс
- Фрутвейл

### Северен Оукланд и Монтклер
- Клермонт
- Голдън Гейт
- Пидмонт авеню
- Пидмонт Пайнс
- Рокридж
- Темескал
- Хилър Хайлендс

## Известни личности
Родени в Оукланд
- Били Джо Армстронг (р. 1972), музикант
- Дон Бъдж (1915 – 2000), тенисист
- Алиша Гарза (р. 1981), общественичка
- Лий Голдбърг (р. 1962), писател
- Джи-Ийзи (р. 1989), музикант
- Ерик Дрекслер (р. 1955), инженер
- Рокмънд Дънбар (р. 1973), актьор
- Зендая (р. 1996), певица
- Келани (р. 1995), певица
- Кийша Коул (р. 1981), певица
- Брендън Лий (1965 – 1993), актьор
- Стенли Милър (1930 – 2007), химик
- Гари Пейтън Ръкавицата (р. 1968), баскетболист
- Пол Пиърс (р. 1977), баскетболист
- Джордж Стивънс (1904 – 1975), режисьор
- Ейми Тан (р. 1952), писателка
- Линдзи Фонсека (р. 1987), актриса
- Марк Хамил (р. 1951), актьор

Починали в Оукланд
- Робърт Бела (1927 – 2013), социолог
- Джак Ванс (1916 – 2013), писател
- Чарлз Хард Таунс (1915 – 2015), физик